# Inhambanella
Inhambanella là một chi thực vật thuộc họ Sapotaceae. Chi này được Marcel Marie Maurice Dubard nâng cấp thành chi độc lập năm 1915, với 2 loài là I. henriquezii và I. natalensis (nay là Vitellariopsis marginata). Danh pháp Inhambanella được Heinrich Gustav Adolf Engler đề cập lần đầu tiên năm 1904 tại trang 80 tập VIII sách Monographieen afrikanischer Pflanzen-Familien und -Gattungen như là một tổ (sectio) của chi Mimusops, với loài duy nhất là M. henriquezii / M. henriquesii.

## Từ nguyên
Danh pháp Inhambanella lấy theo địa danh Inhambane ở đông nam Mozambique.

## Phân bố
Các loài trong chi này có sự phân bố tách biệt ở miền tây và miền đông châu Phi.

## Các loài
Plants of the World Online (POWO) và World Checklist of Selected Plant Families (WCSP) công nhận 2 loài như sau:
- Inhambanella guereensis (Aubrév. & Pellegr.) T.D.Penn., 1991 (đồng nghĩa: Kantou guereensis Aubrév. & Pellegr., 1957): Bờ Biển Ngà, Liberia.
- Inhambanella henriquesii (Engl. & Warb.) Dubard, 1915: Kenya, KwaZulu-Natal, Malawi, Mozambique, Tanzania, Zimbabwe.